# 어드밴스트 포토 시스템

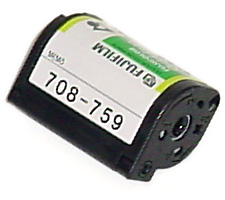
IX240 필름 카트리지

어드밴스트 포토 시스템(Advanced Photo System, APS)는 후지필름, 이스트먼 코닥, 캐논, 미놀타(현 코니카미놀타), 니콘이 공동개발한 '세계 표준 규격의 새로운 사진 시스템'으로 1996년 4월에 판매가 시작되었다. 신(新)사진 시스템, 신규격 사진 시스템 등으로도 불린다.
APS는 은염 사진 필름의 이름이 아니라 신규격의 전용 필름(IX240)을 사용한 '진화된 사진 시스템'을 말하는 것이다. 규격명의 'IX'는 'Information eXchange'의 줄임말로, 디지털카메라의 EXIF헤더와 같이 촬영시의 설정, 일자, 시각, 인화 사이즈, 매수지정, 붙임말 등을 필름에 코팅된 자기면에 기록하여 인화할 때 사용할 수 있기 때문에 이런 이름이 붙여졌으며, '240'은 필름의 폭인 24mm에서 온 것이다.

## 개요

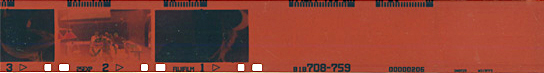
IX240 컬러네거티브 필름 스트립

필름 화상면의 노광면적은 16.7 x 30.2mm로, 가로세로비가 종래의 각종 필름에 비해 가로로 긴 형태(16:9)인 것이 특징이다. 이 기본 사이즈로부터 좌우 또는 상하를 크롭하여 35mm판의 표준 사이즈(2:3)와 파노라마 사이즈(1:3)의 인화가 가능하다. 이러한 사이즈의 지정은 기본적으로 카메라 측에서 설정한다(일부 저가형 기종 중에는 C사이즈 전용만 있기도 하다). 그러나 현상소에 인화주문을 할 때 지정하여 바꾸는 것도 가능하며 당시 발매되었던 APS 포토플레이어에서 각종 설정을 바꿀 수도 있었다.
H사이즈(HDTV / 9:16)
기본이 되는 화면 사이즈로, 촬영 설정에 상관없이 필름 면에는 이 사이즈로 찍힌다. 인화 시에는 종래의 L판과 높이는 같지만 폭은 조금 넓어진다.
C사이즈 (Classic / 2:3)
H사이즈의 좌우를 크롭한 사이즈. 종래의 35mm필름과 똑같은 화면비율로, 인화 시에도 똑같은 L판 사이즈다.
P사이즈(Panorama / 1:3)
H사이즈의 상하를 크롭한 사이즈. 종래의 35mm 파노라마판과 같은 사이즈다.
또한, 화면 사이즈가 작기 때문에 35mm판과 같은 렌즈로도 화각은 좁아진다. 이에 따라 35mm판과 비교해야 할 경우에는 렌즈의 표기에 비율을 곱해 환산해야 한다. 대각화면으로 환산하면 H 및 P사이즈는 1.25배, C사이즈는 1.4배(하프프레임과 동등)가 된다. 예를 들면, 24mm APS 렌즈의 35mm 필름 환산화각은 24mm x 1.25=30mm (H사이즈 기준)가 된다. 단, H사이즈는 화면 비율이 좌우로 넓은 특성 상 35mm 필름과 같은 화각에서도 와이드함이 강조되어 표현된다.
현상된 필름은 카트리지에 들어있는 채로 반환되며 각 카트리지에는 상호간에 식별을 위해 대시로 구분된 여섯 자리의 숫자로 된 ID가 (000-000) 붙여진다. 재인화를 위해서는 붙어 나오는 인덱스프린트를 보고 컷을 지정하여 주문해야 한다. 그러나 이러한 특성 때문에 카트리지째로 반환되는 필름의 보관이 불편하다거나 카트리지와 인덱스프린트를 함께 보관하는 게 번거로워 인덱스프린트를 쉽게 잃어버린다는 규격 입안시에는 눈에 띄지 않았던 불만이 있었다. 이후 35mm 필름 현상 시에도 인덱스프린트가 붙어 나오게 되면서 인덱스프린트라는 APS만의 특징은 퇴색되었다.
잇점으로는 종래의 35mm필름에 비해 필름 및 카트리지(파트로네)가 소형화되어 카메라 자체의 소형화가 가능한 점 외에도 다음과 같이 지금까지의 카메라의 어려웠던 점들이 쉬워진 점이다:
- 밀폐 카트리지이기 때문에 필름에 손을 대지 않으므로 카메라에 필름을 걸 때 실수가 덜하다.
- 촬영이 끝난 필름은 걸 수 없으므로 이중노광하는 실수가 없다.
- 촬영 도중에 필름을 바꿀 수 있다(MRC-Mid-Roll Change/미드롤체인지 기능이 카메라 쪽에서 지원되어야 함).

발매된 APS카메라의 거의 대부분은 컴팩트 카메라였다. 이는 필름의 소형화를 강조하기 위한 것으로 여겨진다. 캐논, 니콘, 미놀타 등으로부터 렌즈 교환형 일안리플렉스 카메라도 나왔지만 35mm 필름에 비해 촬영 면적이 좁아 화질이 나쁘고 교환렌즈의 호환성에 문제가 제기되면서 그다지 많이 보급되지는 않았다. 또한, 현상된 카트리지를 장착해 필름 속 사진을 TV로 보여주는 포토플레이어라는 기기도 있었다. 슬라이드 환등기의 APS 버전이라 할 수 있지만 BGM을 붙이거나 컷간 전환 효과를 주어 자동 슬라이드쇼를 할 수 있는 등 보통 슬라이드 환등기에 비해 많은 기능을 갖추고 있다. 또한 팔름의 IX정보를 수정하는 기능도 있었다. 이러한 기능들은 이후 디지털카메라의 뷰어 소프트에 전승되어 발전을 지속해 나갔다.

## 필름 상태의 표시

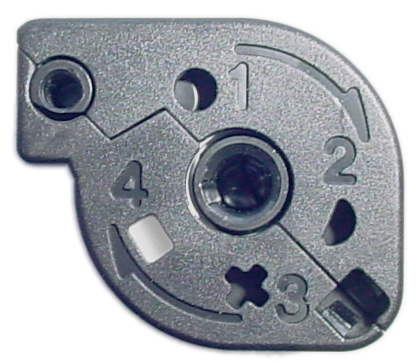
IX240 필름 카트리지 밑면의 필름상태 표시창. 현상이 끝났음을 나타내는 네모 표시가 되어있다.

IX240 필름카트리지 밑면에는 필름의 상태를 표시하는 표시창이 있다. 4단계의 필름 상태가 흰색의 아이콘으로 순서대로 표시된다.
1. 동그라미 : 새 제품으로 한 판도 찍지 않은 상태.
2. 반원 : 총 촬영판수가 다 되기 전에 미드롤체인지(촬영도중 필름을 바꿀 수 있는 기능) 기능으로 카메라에서 빼낸 상태로, 카메라에 다시 걸거나 이대로 현상소에 맡길 수 있다.
3. X표 : 총 촬영판수를 다 찍은 상태. 이중노광방지 기능으로 이 상태에서는 카메라에 거는 것이 불가능하다. 현상소에 맡겨야 한다.
4. 네모 : 현상이 완료된 상태

## 걸어 온 길, 그리고 지금
2012년, 유일한 APS-C 필름 생산자인 후지필름이 APS-C 필름 생산 및 판매 중단 예고를 예고했으며, 2013년 현재 해당 제품은 시장에서 구매가 불가능하다.

## 다른 포맷에의 영향 및 관련
- 현재의 35mm 필름의 동시현상 시에 붙어 나오는 인덱스프린트는 원래 APS의 규격으로, 나중에 채용된 것이다.
- 필름 사이즈의 기본이 된 H사이즈는 HDTV(고화질 텔레비전)의 화면비율에서 지정되었다. 디지털카메라에서도 똑같은 크로핑으로 H사이즈나 C사이즈 등을 설정할 수 있는 기종이 등장하고 있다(파나소닉 루믹스 LX시리즈).
- 필름 사이즈의 가로세로비가 35mm판과 같은 C사이즈는 기존의 하프프레임과 거의 동등한 사이즈다. 또한 이것과 거의 동등한 면적을 가진 디지털카메라(특히 일안리플렉스 카메라)의 촬상소자를 APS-C라고 부르는 것도 여기서 유래한다. 또한 흔치 않은 경우로 캐논의 최고급 DSLR 중 고속연사 타입인 EOS-1D 시리즈는 APS-H사이즈와 거의 동등한 크기의 촬상소자를 채용하고 있다.

## 현재의 APS 포맷

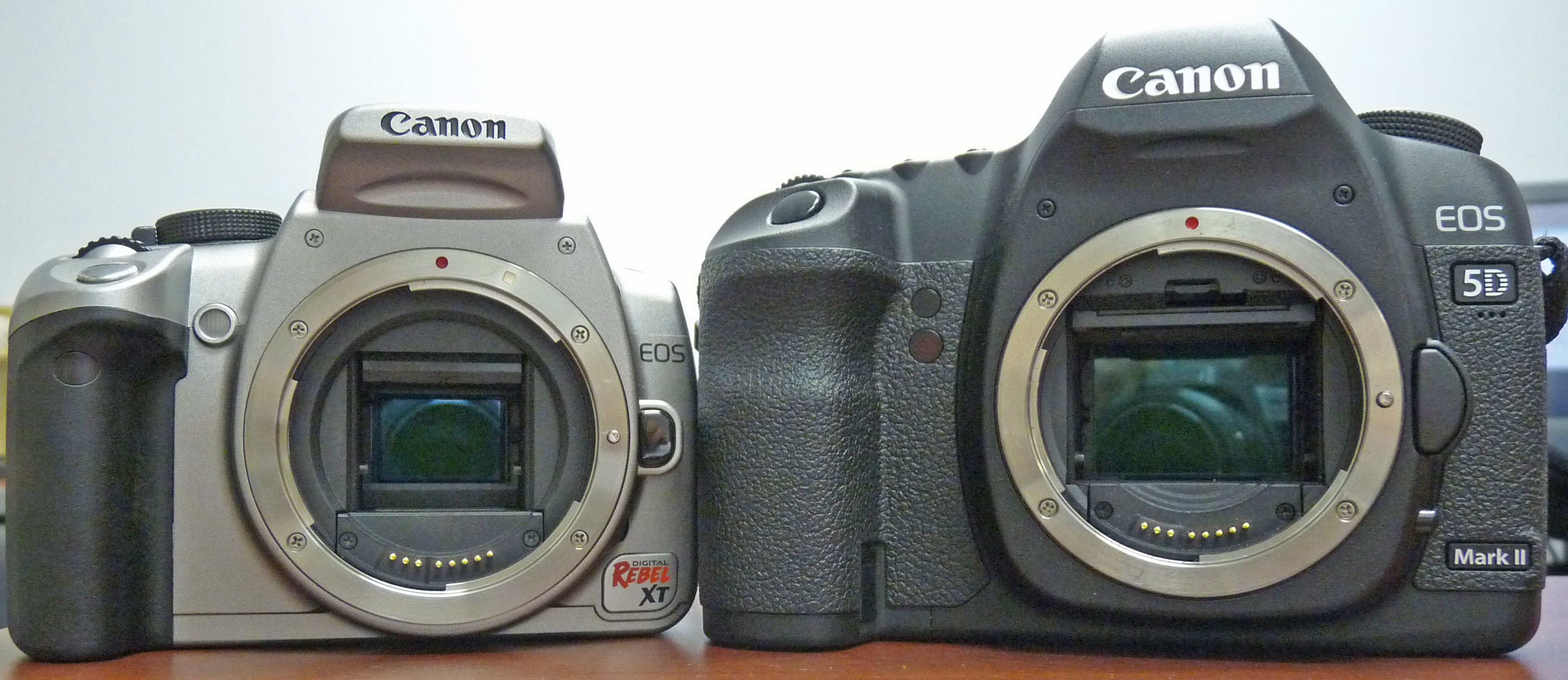
APS-C 판형과 풀프레임 판형

현재 많은 디지털 카메라들은 APS-C 포맷으로 출시되고 있다. 여기서 APS-C는 상단에 표시된 (Classic / 2:3) 와 동일한 판형 사이즈를 가진 디지털 포맷을 의미한다. 이미 사진 촬영에 특화된 풀프레임 35mm 센서의 포맷이 있음에도 불구하고 디지털 카메라들이 APS-C 포맷을 채용한 것은 단가의 문제가 가장 크다. 디지털 카메라의 촬상소자는 그 크기가 커질수록 단가가 제곱으로 상승하기 때문에 사진의 결과물을 보장하면서도, 35mm 필름 카메라의 기법들을 무리없이 그대로 사용할 수 있는 장점을 가진 APS-C 사이즈의 촬상소자를 선택한 것이다.
그렇기 때문에 현재에 와서 APS-C를 지칭하는 말은 어드밴스트 포토 시스템이 아닌 어드밴스트 포토 시스템 규격의 사이즈와 거의 일치하는 디지털 촬상소자를 의미하는 말이 되었다.

## 같이 보기
- 필름 규격
- 파노라마 사진